# Naguib Sawiris
Naguib Sawiris (aussi : Sawires, en arabe : نجيب ساويرس), fils d'Onsi Sawiris et frère aîné de Samih Sawiris (de) et de Nassef Sawiris, est un milliardaire et homme d'affaires égyptien, né le 15 juin 1954.

## Carrière
Il a étudié à l'École polytechnique fédérale de Zurich.
Il a rejoint le groupe fondé par son père, Orascom Telecom, en 1979, et a développé la branche télécommunications de Euronews SA (Euronews).
Il est aussi président du conseil d'administration de Wind Telecomunicazioni.
Naguib Sawiris a intégré la scène politique en Égypte en fondant le Parti des Égyptiens libres.
En 2017, il organise le festival du film d’El Gouna, une manifestation culturelle annuelle tenue à la station balnéaire d'El Gouna. L’événement a accueilli plus de 400 célébrités.

## Vie privée
Naguib Sawiris est un chrétien copte.